# 呉智英
呉 智英（くれ ともふさ、1946年9月19日 - ）は、日本の評論家、漫画評論家。京都精華大学マンガ学部客員教授。日本マンガ学会2代目会長、現理事。筆名の読みは「ご ちえい」とも。
本名は新崎 智（しんざき さとし）。ペンネームは『水滸伝』の「呉用」に由来する。愛知県西枇杷島町（現・清須市）出身。

## 経歴

### 若年期
愛知県西春日井郡西枇杷島町（現・清須市）生まれ。東海高等学校卒業。
1965年、早稲田大学法学部入学。
学生運動では無党派の活動家として全共闘運動に参加。早稲田大学2年生の時、学費値上げなどを巡るストライキを防衛しようと、スト破りを計画する運動部の学生と乱闘して逮捕、起訴。2年半にわたる公判の後、1969年、4年生の終わりの頃に執行猶予つきの有罪判決を受けたが、大学からは何の処分も受けなかった。その理由について呉は次のように推測している。
1. 事件当時、未成年だったこと（少年法の規定により、事件当時未成年であれば有罪判決確定後も前科がつかない）
2. 自分が法学部の学生であり、教授会から無罪推定の原則を尊重してもらえたこと[注 5]

当時、共に早稲田闘争を戦った宮崎学によると、呉はある総会で執行部の運動方針に猛然と反対し、「学生大衆の中から『おまんこがしたい』という要求が澎湃として湧き上がったとしたら、執行部の諸君は大学当局にかけあって、我々におまんこ実現を勝ち取ってくれるというのか。ばかげた無原則的なことをいうんじゃないよ」と演説したことがあるという。
大学時代はサークル「文学研究会」にも所属。「社会科学研究会」所属で部室が同じ部屋だった中野翠の回顧本『あのころ、早稲田で』（文藝春秋）にも奇妙な友人として登場する。
1971年、早稲田大学卒業。

### 文筆業
友人の始めたコンピュータ会社などの勤務を経て、文筆業に入る。評論家として名を上げる以前の「清貧時代」、1970年から10年ほど、呉は水木しげるの資料整理のアルバイトをしたり、一時は夜勤の守衛も務め、1988年発売の『バカにつける薬』がベストセラーになり、以降は経済的に余裕ができた。
1981年に初の単著となる『封建主義、その論理と情熱』を情報センター出版局から刊行。これは当時一般に信じられていた民主主義や人権論の矛盾を追究し、脱却する道として封建主義（主に、孔子の唱えた儒教）を提唱する内容だった。
上記の思想から、長年にわたって主に「進歩主義的」な左翼勢力の批判を行ってきた。だが、近年の左翼思想の退潮から、右翼側の『産経新聞』の批判的研究などをはじめ、同紙がしばしばトンデモ系のオカルト記事を掲載するなど、批判している。
また、呉ら全共闘世代の新左翼の間で、カリスマ的存在であった吉本隆明についても初期から批判的で、吉本の重要な思想的基盤である「大衆の原像」の抽象性を批判。また、吉本が花田清輝ら左翼陣営内の論争で無敵だったのは、彼が「神学者のふりをした神学者」（マルクス主義を信じない左翼）であったからとしている。ただし、吉本の「転向論」については評価している。
漫画にも造詣が深く、漫画評論同人誌『漫画主義』の編集部に石子順造、山根貞男、梶井純、権藤晋がいたころに同誌につげ義春、白土三平、ジョージ秋山についての評論を発表。特につげ義春の『沼』に衝撃を受ける。発表された『ガロ』1966年2月号を紛失した際には、たまたま持っていた友人を拝み倒して500円で譲ってもらう。
論語や聖書を愛読し、これらから近代批判の思想を読み取っている。1988年に都内で論語を講義する公開講座「以費塾」を、呉に親炙する評論家浅羽通明の手配で開始。月2回、第2、4金曜日に講義がおこなわれ（但し、8月は大学生の夏休みを考慮し休講）、23回前後で論語を通読する内容。2005年9月9日より始まった第14期が最終講義となり、2006年12月22日、終了した。2003年に刊行した『現代人の論語』（文藝春秋）において、その講義内容の一端を読むことができる。また、2008年から2年間、現在の居住地に近い名古屋で「月イチ論語塾」（主催：なごや博学本舗）を行った。
西池袋に長く住んだが、1999年の春、父の介護のため、愛知県に転居した。父は2006年1月に亡くなったが、同所に居住を続け、2007年10月4日より『朝日新聞夕刊』（木曜日）に『ナゴヤ 虚と実』を連載。
呉が生活した自治体は2000年の東海豪雨を教訓に、毎日夕刻に防災無線のテスト放送を実施した。これに対し「毎日テストする必要はなく、静かな生活を侵害された」として中止を求める訴訟を起こしたが、2005年に最高裁で敗訴が確定した。2017年に名古屋市に転出。

### 漫画家デビュー
1973年に『ガロ』誌上で『劇画列仙傳』の連載を開始。1986年には漫画研究の集大成として情報センター出版局から『現代マンガの全体像』を刊行した。現在は、出版情報誌『ダ・ヴィンチ』（メディアファクトリー）に『マンガ狂につける薬』を連載中。

## 評論

### 漫画
漫画評論家として主に1960年代から1980年代の少年・青年漫画を取り上げてきたが、漫画が多様化してきた1990年代以降の作品に関しては、興味を失い積極的に取り上げていないと『ダカーポ』誌上で語った。特に人気作品である『クレヨンしんちゃん』に関してはまったく理解不能として評価しておらず、「なんであんな作品に人気があるのかさっぱり判らない」「あの作品に人気がある事にイライラさせられている」と発言している。少女マンガは苦手のようで、あまり取り上げない。
そういった状況もあり、夏目房之介とのアンソロジー『夏目&呉の復活!大人まんが』では、「忘れられた分野」である「大人まんが」から優れた作品を集めて、再評価をうながした。
また、みつはしちかこ『小さな恋のものがたり』など、過去の凡庸な作品であっても「長期間大衆に支持されたモノ」は、その職人性を認めて評価することも多くなっている。

### 「すべからく」の誤用
「すべからく」は元来、漢文を読み下した言葉で「すべからく〜すべし」という使用の仕方をすべきだが、学生運動の演説などで「帝国主義勢力は〜、すべからく〜（打倒すべき）」などと、長々とした文章で使われるケースが多かったせいか、「『すべて』と同じ意味の言葉」として使われるようになった。そのことに気がついた呉は、「すべからくの誤用」をする著述家たちを、「単なる誤りではなく、自分の文章を高尚なものに見せようとした『卑しい考え』による誤用だ」と批判していた。

### 言葉狩り
差別語狩り、言葉狩りを活動当初から批判している。
「支那」を差別語とする風潮を批判している。「支那」は「世界共通の言葉」であるのに日本でだけ使用が禁止されているのは、1946年6月の外務省局長通達を根拠とする「国家弾圧」であると述べている。また、「中国」という名称の強制は華夷秩序、中華思想の現れであるとする。
夷として差別されている日本人が、嬉々としてこれを受け容れ、この差別を批判する人たちを差別者であると誹謗する。歪んだ“正義”が言論界を支配している。――『週刊ポスト』2017年1月16日号
また、土人についても、差別語ではないとする。
「シェークスピアの『ベニスの商人』などの文学的に有名な作品も差別的である。これらをどうするのか」という論をしばしば展開し、歴史的な記述などで、現在の「いいかえ語」を過去にさかのぼって適用し、過去の歴史的な記述や、過去の作品まで「いいかえ語」に置き換える風潮を、「歴史の改竄」と激しく批判している。

### 日本による侵略について
第二次世界大戦時の日本の大陸侵略に対する批判を受け入れつつも、朝鮮出兵にまで遡る糾弾について、元寇時に元軍や朝鮮兵に日本は侵略されていることを無視するダブル・スタンダードを批判している。
…侵略の歴史を遡るのなら、なぜ四百年遡っただけでやめるのか。さらに三百年遡れば支那・朝鮮連合軍の二度に亘る日本侵略があるではないか。（中略）これを遠因として日本列島内の一王朝（鎌倉幕府）は滅んでいる。その侵略責任は奇妙なことに誰も問わない。
「戦争／植民地支配は、発生してから100年までは謝るようにする」といった議論をすべきだと主張している。

### 復讐権
死刑制度は、人民が本来持っていた自然権であるところの「復讐権」を国家が奪っているとし、仇討ち制度の復活を唱えている。
2006年11月26日付の『産経新聞』紙上でいじめ問題について、
被害者が自ら死を選ぶなんてバカなことがあるか。死ぬべきは加害者の方だ。いじめられている諸君、自殺するぐらいなら復讐せよ。死刑にはならないぞ、少年法が君たちを守ってくれるから
と発言し、物議を醸した。

### 差別
以前、「差別のない明るい都政を」という某・東京都知事候補のキャッチ・フレーズに腹を立て、自分なら「差別もある明るい都政を」を唱えて立候補する、と宣言したこともある。
おそらく日本中で私一人が、団塊の世代のはしりであり、全共闘体験もある私一人が、差別は正しいと言っている。差別は正しい、差別と闘うのが正しいのと同じぐらい正しい、と。人類が目指すべきは「差別もある明るい社会」である。差別さえない暗黒社会にしてはならない、と。

### 政治思想
「共産主義と民主主義・人権思想は同根のものである」としており、その論理としては、「フランス革命、そしてそれに先立つ啓蒙思想に端を発」する、「具体的な『解放』の積み重ねがやがて全面的な『人間性の解放』となって歴史の彼方に実現する」という考え、「つまり『人間性解放の神話』」が、「東回りでロシヤに入って共産主義となり、西回りでアメリカに入って人権論となったわけです」としている。

## エピソード
- 『ガロ』という雑誌は、2017年時点では国立国会図書館、美術系大学の図書館などでそろえているが、たいていはつげ義春作品を掲載した2号だけが欠号であり、京都国際マンガミュージアムは全号を揃えた。これはガロ全巻を「私が寄贈したため」であると呉が雑誌『アックス』第119号に記している[注 18]。呉自身、掲載号を紛失してしまい、やむなく書店にバックナンバー[20]を注文したところ、在庫がなかった[注 19]。

### 人物像
本人の弁によると、学生運動では「軍人の位で言うと大佐ぐらいだった」とのこと。大学で同学年だった宮崎学は、当時の呉を長髪の美男子だったと述べている。しかし、やはり同級生で部室を共用したコラムニストの中野翠は、呉は「長髪だったのは確かだが、『流行の』という感じではなかった」、「美男子というには太りすぎていた」と記した。
呉自身は早稲田大学卒だが、「東大は偉い」「東大生だけが他の学校を馬鹿に出来る」が持論。自身の学歴を「三流私大」とすることがある。
「一を読み、十を知り、百を語るべき」というのが持論。知人・友人に、「おまえはこんなコトを知らないだろう」と、新しく知った知識をひけらかすのが大好きで、誌上座談会「シンボーズ・オフィスへようこそ」によく現れている。ホストの鏡明・南伸坊・関三喜夫が迎えたゲストとして、呉智英は出席最多である。
中島らもが『朝日新聞』で連載していた「明るい悩み相談室」にリクルート事件に絡めた質問を投稿した事がある。
- 常に上機嫌で、声は非常に甲高い。糖尿病をわずらっている。野球と占いが嫌い。腕時計収集が趣味。歌手、中島みゆきの熱狂的なファンで、「中島みゆきは（天理教教祖）中山みきである」と公言している。
- メガネをかけた女が好きで、「美少女もメガネなければタダの女（ひと）」と述べている。
- 独身主義をつらぬいており、若い時代に「知識人として生きるには、女や家庭は邪魔」と決意したという。また、「売春は個人的趣味から嫌い」と言っている。
- ハゲであり、ハゲに関する座談会にも数回参加している。

### 文字遣いについて
- 新聞などに、誤植や言葉の誤用があると、手紙を書いてそれを指摘するのが、若年からの趣味である[疑問点 – ノート]。
- 画数が多く無理読みの漢字を使った個人名を、呉は「暴走万葉仮名」と独自に呼び[注 24]、その名を付けられた女子学生が多い大学は偏差値が低い（傾向にある）と発言した。
- 車田正美の漫画作品の中の「ドサンピン」という言葉を取り上げて、サンピンとは最下級武士の給金3両1人半扶持を表すもので、江戸時代の庶民が武士に浴びせる最大の侮辱語であり、現代人が使うのはおかしいと指摘している[注 25]。

### 交友録
- 漫画家、小林よしのりの漫画『ゴーマニズム宣言』のブレーン的立場にあり、また作中にたびたび登場し、そのユーモラスな人柄と共に知名度が上がった。
- 『別冊宝島』の論者で、初期から現在まで一貫して寄稿してきた珍しい存在。同じ版元の『宝島30』でもメインの寄稿者で、常連の論客として瀬戸川猛資主筆の雑誌『BOOKMAN』[注 26]、1980年代の『漫画アクション』の名物匿名コラム〈アクション・ジャーナル〉にも寄稿。ほかに亀和田武、関川夏央、山口文憲などが筆を進めた。
- 同世代の、亀和田、関川、山口らと親交が深く、すべて独身。30代の頃から「老人になったら、自分たちで運営する老人ホームを作ろう」となかばジョーク、なかば本気で提案してきた。ちなみにこの提案に対し、関川は著書の中で「良くて（映画の）『旅路の果て（フランス語版）』、悪くすればあさま山荘事件の再来になるよ」と混ぜ返している。
- 『ガロ』編集部に出入りしていた関係から、松田哲夫、南伸坊、糸井重里等とも親しい関係だった。また、同世代の評論家として、渡部直己とも親しかった。
- 異色のガロ系漫画家の花輪和一が、モデルガンを改造して銃刀法違反の罪に問われた際、呉ら漫画評論家たちが「弁護側証人」として法廷に立ち、「花輪がいかに重要な漫画家なのか」をアピールした。だがその弁護が逆に裁判官に、「それほど著名な漫画家であれば、社会的な影響が強い」という形で伝わり、異例の「執行猶予なしの実刑」判決となる皮肉な結果となった。

## 主な著作

### 寄稿
発表年順。
- 家島明彦、菅村玄二、中澤潤、無藤隆、呉智英「マンガと心理学のコラボレーション」『日本心理学会大会発表論文集』第70巻WS010-WS010、公益社団法人日本心理学会、2006年11月3日、CRID 1390001288041849472、doi:10.4992/pacjpa.70.0_ws010、ISSN 2433-7609。
- 「『ポピュリズム』すなわち愚民主主義について」『週刊新潮』第61巻第28号（新潮社、2016-07-21）136-138頁。
- 「『こち亀』両津勘吉が変えたケイサツカン」『正論』第541号（産経新聞社、2016-12）70-75頁
- 「孔子誕生 紀元前552年：人間孔子とは何者だったのか」『文藝春秋 special』第11巻第2号（文藝春秋、2017）26-33頁
- 「統治という矛盾の中に」『myb = みやび』第4号（川崎：みやび出版、2017-10）21-27頁。
- 「稗史小説と知識人」『クライテリオン = Criterion : 表現者』第2号（啓文社書房、2018-09）78-80頁。
- 「何ともおかしい「歴史的仮名遣い」："愛国保守知識人"が日本語を壊すというブラックジョーク」『週刊ポスト』第50巻第31号（小学館、2018-09-07）44-46頁。
- 「老いを知らざるごとく」『myb = みやび』第6号（2018-10）33-38頁、Web Site。
- 「イデオロギーを超えて：イズムをめぐる無知と大宅壮一の『無思想』」『Journalism』第343号（朝日新聞社ジャーナリスト学校、2018-12）62-64頁、Web Site。
- 「終の棲家は私設老人ホーム。蔵書もたくさん捨てたし、文人趣味とは無縁だよ。」（新 家の履歴書（647）呉智英（評論家））『週刊文春』第61巻第32号（文藝春秋、2019-08-29）102-105頁。
- 「民主主義・人権思想の裏側」『myb = みやび』第7号（みやび出版、2019-10）178-180頁。
- 「われわれはいま、『儒教』を警戒すべきなのか」『宗教問題』第35号（京都：白馬社、2021）14-22頁。

### 単著
- 呉智英『封建主義、その論理と情熱 : さらば、さらば民主主義よ！』情報センター出版局〈Century press〉、1981年12月。全国書誌番号:82009660。
  - 呉智英『封建主義者かく語りき』（改版増補版）史輝出版、1991年。CRID 1130282271372741376。ISBN 4915731154。（双葉社〈双葉文庫〉に改版、1996）
- 『インテリ大戦争』（JICC出版局、1982。〈JICC出版局・宝島ブックス〉に改版、1984。改訂改題、洋泉社、1995）
- 『読書家の新技術　時代が変われば方法も変わる』（情報センター出版局、1982。〈朝日文庫〉に改訂改版、1982）
- 『マンガ家になるには』（ぺりかん社〈新版・なるにはBOOKS7〉、1983）
- 『大衆食堂の人々　現代超俗清話』（情報センター出版局、1984。〈双葉文庫〉に改訂改版、1996）
- 『現代マンガの全体像　待望していたもの、超えたもの』（情報センター出版局、1986。増補版・史輝出版、1990。〈双葉文庫〉に改版、1997）
- 『バカにつける薬』（双葉社、1988。〈双葉文庫〉に改版、1996）
- 『サルの正義』（双葉社、1993。〈双葉文庫〉に改版、1996）
- 『知の収穫―時代のライブラリー』（メディアファクトリー、1993。〈双葉文庫〉に改版、1997）
- 『言葉につける薬』（双葉社、1994 / 〈双葉文庫〉に改版、1998 / 増補新版、ベストセラーズ〈ベスト新書〉、2024年）
- 『賢者の誘惑』（双葉社、1995。〈双葉文庫〉に改版、1998）
- 『マンガ狂につける薬』（リクルート、1998）
  - 『マンガ狂につける薬21』（メディアファクトリー、2002）
  - 『マンガ狂につける薬　下学上達篇』（メディアファクトリー、2007）
  - 『マンガ狂につける薬　二天一流篇』（メディアファクトリー、2010）
- 『危険な思想家』（メディアワークス、1998。〈双葉文庫〉に改版、2000）
- 『ロゴスの名はロゴス』（メディアファクトリー、1999 / 〈双葉文庫〉に改版、2001 / 増補新版、ベストセラーズ〈ベスト新書〉、2024年）
- 『ホントの話　誰も語らなかった現代社会学〈全十八講〉』（小学館、2001。〈小学館文庫〉に改版、2003）
- 『犬儒派だもの』（双葉社、2003。〈双葉文庫〉に改版、2006）
- 『現代人の論語』（文藝春秋、2003。〈文春文庫〉に改版、2006。〈ちくま文庫〉に改版、2015）
- 『言葉の常備薬』（双葉社、2004 / 〈双葉文庫〉に改版、2007 / 増補新版、ベストセラーズ〈ベスト新書〉、2024年）
- 『健全なる精神』（双葉社、2007。〈双葉文庫〉に改版、2012）
- 『言葉の煎じ薬』（双葉社、2010 / 増補新版、ベストセラーズ〈ベスト新書〉、2024年）
- 『つぎはぎ仏教入門』（筑摩書房、2011。〈ちくま文庫〉に改版、2016）
- 『真実の「名古屋論」：トンデモ名古屋論を撃つ』（編集・樹林舎、発行・人間社、2012。 
  - 初出は『週刊ポスト』第49巻第47号[25]
  - 改版改題『真実の名古屋論：トンデモ名古屋論を撃つ』ベストセラーズ〈ベスト新書〉、2017）ISBN　978-4-584-12567-0
- 『吉本隆明という「共同幻想」』筑摩書房、2012年。ISBN 978-4-480-84300-5。 / 〈ちくま文庫〉に改版、2016）
- 『日本衆愚社会』（小学館〈小学館新書〉、2018）ISBN　978-4-09-825332-6
- 『バカに唾をかけろ』（小学館〈小学館新書〉、2021）ISBN　978-4-09-825402-6

### 編著
- 『マンガ論争！』（JICC出版局〈別冊宝島〉、1979）
- 『保守反動思想家に学ぶ本 柳田国男から山崎正和まで』（JICC出版局〈別冊宝島〉、1985）
- 編『異界への旅 水木しげる作品集』『諷刺の愉しみ 水木しげる作品集』（中央公論社、1990）
  - 『水木しげる作品集：異界への旅』1 - 3巻に改版改題（〈中公文庫〉、1996年）
  - 「水木しげる妖怪傑作選」1 - 4巻に改版改題（〈中公文庫〉、2008）『1 テレビくん』『2 ヘンラヘラヘラ』『3 怪物マチコミ』『4 コケカキイキイ』
- 『オカルト徹底批判』（朝日新聞出版、1994）
- 『ゴーマニズムとは何か！ ― 小林よしのり論序説』（出帆新社、1995）

### 共編著
- 野次馬旅団 編『戯歌（ざれうた）番外地 替歌にみる学生運動』（三一新書、1970） -松田哲夫を中心とする執筆グループに参加、「新崎智」名義。
- 『当世滑稽裁判譚』（風涛社　1975年） - 初めて「呉智英」名義を使う。共著者は高橋悠治、鈴木志郎康、野坂昭如、神吉拓郎、中島誠、赤瀬川原平。
- 『ぼくらの「侵略」戦争：昔あった、あの戦争をどう考えたらよいのか』（洋泉社、1995）共著者は宮崎哲弥、松本健一、西尾幹二、小浜逸郎、福田和也
- 『オウムと近代国家：市民はオウムを許容するか？』（南風社、1996）共著者は橋爪大三郎、大月隆寛、三島浩司
- 宮崎哲弥『放談の王道』（時事通信社、1999）
- 『僕の憲法草案』（ポット出版、2001）共著者は橋爪大三郎、景山民夫、鈴木邦男、伊藤成彦
- 夏目房之介『夏目＆呉の復活！大人まんが』アンソロジー（実業之日本社、2002）ISBN 4408321664
- 佐藤幹夫『刑法39条は削除せよ！ 是か非か』（洋泉社、2004）
- 宮崎哲弥『知的唯仏論 マンガから知の最前線まで：ブッダの思想を現代に問う』（サンガ、2012。のち〈新潮文庫〉で再刊、2015）
- 適菜収『愚民文明の暴走』（講談社、2014　のち祥伝社黄金文庫で再刊、2025)
- 河出書房新社編集部 編『『はだしのゲン』を読む』（河出書房新社、2014）共著者は田口ランディ、佐々木中、陣野俊史、相澤虎之助、酒井隆史＋HAPAX、森元斎、岡和田晃、磯前順一
- 水木しげる、梅原猛 他『水木しげる: 鬼太郎、戦争、そして人生』（新潮社〈とんぼの本〉、2015）
- 加藤博子『死と向き合う言葉: 先賢たちの死生観に学ぶ』（ベストセラーズ、2021）
- 共同監修『日本短編漫画傑作集』全6巻（小学館、2021）監修者はいしかわじゅん、江口寿史、呉智英、中野晴行、村上知彦、山上たつひこ

## 出演番組
- 朝まで生テレビ!（[いつ?]、テレビ朝日系）
- BSマンガ夜話（NHK・BS2）
  - 「サイボーグ009」（1998年5月25日）
  - 「がきデカ」（2000年3月6日）他
- どですか!（2007年12月まで約2年間、名古屋テレビ）月に1回土曜日
- あの人からのメッセージ2008（2008年12月31日、NHK教育）
- 今夜もオトパラ（2014年9月29日 - 2015年3月26日、ニッポン放送）毎週水曜日、電話で出演。

## その他の活動
- 手塚治虫文化賞選考委員 - 第1回（1997年）から第15回（2011年）まで
- 「京都国際マンガミュージアム」研究顧問 - 2006年11月開館。

### 注
1. ↑  1946年生まれは確かだが、個人データを勝手に占いに使われるのを嫌い、著作の人物紹介欄などでは複数の誕生日を公表、9月19日のほか、10月21日、10月19日とする資料がある。また自著で何度か自らが乙女座生まれであると語った。血液型は公表していない。
2. ↑  1982年にJICC出版局（現・宝島社）から出した『インテリ大戦争』[2]の表紙裏の著者紹介では、ペンネームの読みを「ごちえい」とし、「くれともふさ」という読みも認めている。
3. ↑  ちなみに、呉用の字（あざな）は「学究」である[要出典]。
4. ↑  呉は時に夢野久作の「ドグラ・マグラ」の登場人物から筆名を取ったともいっている[疑問点 – ノート]。
5. ↑  他の学部の学生は停学や退学などの処分を受けていた。
6. ↑  『バカにつける薬』が売れるまで、「本は基本的に図書館で借り、読書メモをつける」、「漫画雑誌は駅で拾う」などしていた。ある程度メジャー化した、1980年代後半でもまだ続けた。
7. ↑  〈双葉文庫〉に改版、1996年。ISBN 457571075X、CRID 1130282271302251648。
8. ↑  改題増補版は『封建主義者かく語りき』（史輝出版、1991）[8]、『封建主義、その論理と情熱』（情報センター出版局、1981）を増補改題。巻末に文献案内あり（181-189頁）。
9. ↑  『朝日新聞』や、新左翼がさらに思想的に袋小路に入った『珍左翼』（呉の命名）など。
10. ↑  俗流オカルト思想には一貫して批判的である。
11. ↑  『漫画主義』の発行所は1967年書誌情報によると 漫画主義発行所（東京[9]）。
12. ↑  1966年時点前後の金銭価値では、2022年時点の3000円くらいに相当。
13. ↑  現在、『ガロ』は古書市場で数多く出回っているが、つげ義春が「沼」を発表した1966年2月号は入手困難という[13]。
14. ↑  「犬馬を養うが如く」に、郷里に帰って介護に努めた日々を詳しく述べた[14]。
15. ↑  なお、澁澤龍彦も著書『太陽王と月の王』で「すべからくの誤用」についてふれており、それを流行させた元凶は唐十郎ではないかと推測している。
16. ↑  ちなみにそれに関連して、漫画の『北斗の拳』の面白さは、人民が持っていた復讐権を登場人物が自由に行使している点にあると指摘している。
17. ↑  このコラムは『健全なる精神』（双葉社、2007）に収録されている。
18. ↑  「特集・つげ義春 生誕80周年記念 祝・トリビュート!」[20]
19. ↑  ずっと後に、青林堂社員だった南伸坊から当時の事情を聞く機会があり、青林堂は借りていた倉庫が集中豪雨で浸水し、その号は廃棄になったという。
20. ↑  中野は社会科学研究会に所属し、呉のサークル「文学研究会」は同じ部室を共有した。
21. ↑  『バラエティ』に連載（角川書店）、文庫に改版[21][22]ののち、『完全版』に増補改版[23]。
22. ↑  『朝日新聞』[24]、この投稿は同書の裏表紙にも取り上げてある。
23. ↑  相談内容は、リクルート社の就職誌にコラムを書いていたが原稿料は自分のランクにしては高額であった上、忘年会にも招待されたので〈証人喚問〉を受けないかびくびくしているという[注 22]。
24. ↑  ネットスラングではキラキラネームに当たる。
25. ↑  ただし「漫画の作者が悪いのではなく、作者が参考にしたであろう言葉遣い」に対して批判している。なおこういった「サンピン」の使用例は、車田以前にも本宮ひろ志や中島徳博の漫画作品中に度々見られる
26. ↑  雑誌『BOOKMAN』は80年代に刊行。